# Astragalus inopinatus
Astragalus inopinatus är en ärtväxtart som beskrevs av Antonina Georgievna Borissova. Astragalus inopinatus ingår i släktet vedlar, och familjen ärtväxter. Inga underarter finns listade i Catalogue of Life.